# Mutations (album)
Pour les articles homonymes, voir Mutations.
Albums de Beck
Odelay
(1996) Midnite Vultures
(1999)
Mutations est le sixième album de Beck sorti en 1998. Les singles sont : Cold Brain, Nobody's Fault But My Own et Tropicalia. C'est un disque plutôt calme et mélodique avec des références variées comme les Beatles ou la bossa nova sur Tropicalia.

## Titres
| No  | Titre                     | Durée |
| --- | ------------------------- | ----- |
| 1.  | Cold Brains               |       |
| 2.  | Nobody's Fault But My Own |       |
| 3.  | Lazy Flies                |       |
| 4.  | Canceled Check            |       |
| 5.  | We Live Again             |       |
| 6.  | Tropicalia                |       |
| 7.  | Dead Melodies             |       |
| 8.  | Bottle of Blues           |       |
| 9.  | O Maria                   |       |
| 10. | Sing It Again             |       |
| 11. | Static                    |       |
| 12. | Diamond Bollocks          |       |
| 13. | Runners Dial Zero         |       |